# Hans-Martin Ihme
Hans-Martin Ihme (* 15. August 1934 in Montreal, Kanada; † 2010 in Kiel) war ein deutscher Physiker und bildender Künstler, der für seine programmgesteuerten Lichtkunstobjekte bekannt ist, mit denen er eine Brücke zwischen Kunst und Technik schlug.

## Leben und Werk
Ihme kam 1937 nach Deutschland, 1954 absolvierte er das Abitur. Sein Physikstudium an der Universität Kiel schloss er 1960 mit Diplom ab. Im Anschluss arbeitete Ihme bis 1999 am dortigen Institut für Angewandte Physik als wissenschaftlicher Angestellter im Bereich der Meeresmesstechnik. Mit seinem Namen sind die Entwicklung der Kieler Meeressonde für Druck, Temperatur und Leitfähigkeit sowie die Entwicklung mikroprozessorgesteuerter, selbsttauchender Sonden verbunden.
Parallel zu seiner wissenschaftlichen Tätigkeit begann Ihme 1968 mit der Arbeit an programmgesteuerten lichtkinetischen Objekten, mit denen er künstlerische Anerkennung erlangte. Bis zu seinem Tod widmete er sich der Entwicklung seiner „Lichtmaschinen“, wie er sie nannte. Durch die kontrollierte Abfolge der Lichtpunkte entstehen Bewegungsmuster. Ihrer Wirkung beziehen sie aus den ephemeren geometrischen Ordnungen, die – wie durch den Zufall gesteuert – erscheinen und wieder verschwinden und die an kristalline Strukturen denken lassen.
Seit 1974 war Ihme Mitglied im Bundesverband Bildender Künstler.

## Einzelausstellungen (Auswahl)
- 1974 Lichtmaschinen. Kunsthalle zu Kiel
- 1978 Datenzentrale Kiel
- 1983 Kinetik Licht – Bewegung. Stadtbilderei Kiel (mit H. Martin)
- 1986 Spiegelung, Licht, Brechung. Rauminstallation Stadtbilderei Kiel (mit A. Muhlack)
- 1987 Rauminstallation Spiegelraum und andere Lichtmaschinen. Wilhelm-Hack-Museum, Ludwigshafen am Rhein
- 1989 Lichtmaschinen. Museum electrum der HEW, Hamburg, in Zusammenarbeit mit Galerie Meißner
- 1994 Kunst und das Medium Elektrizität. Stadtwerke Neumünster sowie Stadtwerke Lübeck
- 2004/2005 Geologisches und Mineralogisches Museum der Universität Kiel
- 2006 Universität Kiel, Botanischer Garten/Gewächshäuser

Zudem beteiligte sich Ihme an Ausstellungen u. a. in Braunschweig, Berlin, Linz und Eindhoven.

## Arbeiten im öffentlichen Raum
- 1970 Lichtmaschine. Standort: Georgsplatz, Hannover, 1971 aufgestellt, aufgrund wiederholten Vandalismus 1993 abgebaut und verschrottet.[3][4]
- 1977 Lichtkinetik. Licht, Stahl. Standort: Physikzentrum der Universität Kiel, Leibnizstraße, Kiel[5]
- 1989/1991 Spiegelprisma. Spiegel, Glas. Standort: Universitätsklinikum Campus Lübeck[2]